# El Chapatal
El Chapatal es un barrio de la capital tinerfeña de Santa Cruz de Tenerife (Canarias, España), que se encuadra administrativamente dentro del distrito de Salud-La Salle.
En el paisaje urbano del barrio destaca sus grandes casas con jardín así también como sus edificios residenciales.  
El barrio también es conocido como Chapatal-Avenida Bélgica.
En El Chapatal se encuentra el primer gran parque de la ciudad, el parque de La Granja.

## Características
El Chapatal queda delimitado por el cauce del barranco de Santos al norte, la avenida de los Reyes Católicos al este y la avenida de Benito Pérez Armas al sur. Desde el vértice occidental del barrio ubicado en la confluencia de las avenidas de Benito Pérez Armas y la de las Islas Canarias, el límite por el oeste toma dirección nordeste por esta última avenida hasta la plaza del Veintinueve de Mayo. Desde aquí, sigue por la avenida de Bélgica rumbo este hasta un punto entre las calles de Zurbarán y del Pintor Ribera. El límite se sitúa entonces en la línea que divide las edificaciones de estas calles, así como las que existen entre la calle del Pintor Ribera y la avenida de las Islas Canarias, hasta el barranco de Santos.
Se trata de un barrio residencial con chalés y bloques de viviendas, ubicado a una altitud media de 80 m s. n. m. y a unos 2 kilómetros del centro de la ciudad.
Posee varias plazas públicas —plaza El Chapatal y plaza Río de Janeiro—, parques infantiles, entidades bancarias y cajeros automáticos, así como algunos comercios, el instituto IES El Chapatal y el parque de La Granja. Aquí se encuentran la Casa de Cultura del Gobierno de Canarias, las sedes de Protección Civil y Cruz Roja, el Club de Tenis Tenerife, la Iglesia Evangélica Bautista o la sede de la Empresa Mixta de Aguas de Santa Cruz de Tenerife S.A. (EMMASA).

## Historia
El barrio surge en la década de 1950, cuando aparecen las primeras construcciones sobre las parcelas que anteriormente ocuparan extensas fincas agrícolas. Sin embargo, la consolidación del mismo no se daría hasta la década de 1980.

## Demografía
| Año        | 2005  | 2006  | 2007  | 2008  | 2009  | 2010  |
| ---------- | ----- | ----- | ----- | ----- | ----- | ----- |
| Habitantes | 4.456 | 4.710 | 4.670 | 4.606 | 4.634 | 4.613 |

## Transporte público
En guagua queda conectado mediante las siguientes líneas de Titsa:
| Línea | Trayecto                                                                                                 | Recorrido                                                                                                   |
| ----- | --- | --- |
| 014   | Santa Cruz - La Laguna (por La Cuesta)                                                                   | Recorrido                                                                                                   |
| 026   | Santa Cruz - La Laguna (por barrio La Salud y Finca España)                                              | Recorrido                                                                                                   |
| 228   | Santa Cruz - Los Campitos (por La Cuesta)                                                                | Recorrido (enlace roto disponible en Internet Archive; véase el historial, la primera versión y la última). |
| 232   | Santa Cruz - El Cardonal - La Gallega                                                                    | Recorrido Archivado el 10 de abril de 2019 en Wayback Machine.                                              |
| 238   | Santa Cruz - San Matías (por Chamberí)                                                                   | Recorrido (enlace roto disponible en Internet Archive; véase el historial, la primera versión y la última). |
| 901   | Intercambiador - B. La Salud - Cuesta Piedra (por vía Bco. de Santos)                                    | Recorrido                                                                                                   |
| 903   | Bº La Alegría - Muelle Norte - Ramblas - Chamberí - Cementerio - Moraditas de Taco                       | Recorrido                                                                                                   |
| 904   | Plaza Weyler - Puente Zurita - Bº La Salud - Vuelta Los Pájaros                                          | Recorrido                                                                                                   |
| 906   | Intercambiador - Barrio La Salud (Cuesta Piedra)                                                         | Recorrido                                                                                                   |
| 911   | Muelle Norte - Ramblas - Cruz del Señor - Barrio de La Salud - Cuesta Piedra                             | Recorrido                                                                                                   |
| 920   | Intercambiador - Plaza de España - La Marina - Ramblas - Reyes Católicos - Tres de Mayo - Intercambiador | Recorrido                                                                                                   |
| 936   | Intercambiador - Añaza - Santa María del Mar - Taco - Intercambiador                                     | Recorrido                                                                                                   |

## Lugares de interés
- Parque de La Granja
- Club de Tenis Tenerife
- Casa de Cultura del Gobierno de Canarias (Biblioteca Pública del Estado)

## Extra
El CEIP El Chapatal (un centro de educación primaría) era anteriormente una finca agrícola, la cual probablemente sea la razón por la que el centro se llame así, ya que Chapatal significa: pantano, barro, lodo, atolladero o fango.